# Наттолл, Эми
Аме́лия (Э́ми) Натто́лл (англ. Amelia "Amy" Nuttall, род. 7 июня 1982, Болтон, Большой Манчестер) — британская телевизионная актриса и певица. Наиболее известна по роли Хлои Аткинсон в мыльной опере «Эммердейл» (2000—2005) и Этель Паркс в телесериале «Аббатство Даунтон» (2011—2012). Наттолл стала самой молодой актрисой (17 лет), исполнившей роль Кристины Даэ в мюзикле «Призрак Оперы».

## Биография
Родилась в Болтоне, Большой Манчестер. Училась в гимназии Бьюри (англ. Bury Grammar School) и театральной школе Тринг Парк (англ. Tring Park School for the Performing Arts).
Встречалась с коллегой по «Эммердейлу» Беном Фрименом четыре года. В 2012 году вышла замуж за Эндрю Бачана, с которым встречалась с 2007 года. В браке родились двое детей, сын и дочь. В феврале 2023 года стало известно, что супруги расстались на прошедшее Рождество, когда Наттолл узнала об отношениях мужа с актрисой Лейлой Фарзад.

## Фильмография
| Год       |    | Русское название                   | Оригинальное название         | Роль                     |
| --------- | -- | ---------------------------------- | ----------------------------- | ------------------------ |
| 2000—2005 | с  | Эммердейл                          | Emmerdale                     | Хлоя Аткинсон            |
| 2009      | с  | Отель «Вавилон»                    | Hotel Babylon                 | Мелани Хьюз              |
| 2011—2012 | с  | Аббатство Даунтон                  | Downton Abbey                 | Этель Паркс              |
| 2013      | с  | Любыми средствами                  | By Any Means                  | Холли Гудридж            |
| 2013      | с  | Двигаясь вперёд                    | Moving On                     | Тони                     |
| 2014      | с  | Мушкетёры                          | The Musketeers                | Агнес                    |
| 2014      | ф  | Гостиная                           | The Keeping Room              | Молл                     |
| 2015      | с  | Смерть в раю                       | Death in Paradise             | Сэл Тайлер               |
| 2015      | с  | Новые трюки                        | New Tricks                    | Кейтлин Стендинг         |
| 2016      | ф  | Несмотря на падающий снег          | Despite the Falling Snow      | Майя                     |
| 2016      | с  | Двигаясь вперёд                    | Moving On                     | Дебра                    |
| 2018      | тф |                                    | My Husband’s Double Life      | Сабрина                  |
| 2020      | с  | Лжец                               | Liar                          | Уинни                    |
| 2021      | с  | О всех созданиях — больших и малых | All Creatures Great and Small | Филлис Долби             |
| 2022      | с  | Почему не Эванс?                   | Why Didn’t They Ask Evans?    | Сильвия Бассингтон-Френч |
| 2023      | с  | Химия смерти                       | Chemistry of Death            | Грейс Страчан            |
| 2023      | с  | Мистер Бейтс против почты          | Mr Bates vs The Post Office   | Лиза Каслтон             |
| 2024      | ф  | Битлджус Битлджус                  | Beetlejuice Beetlejuice       | Джейн Баттерфилд         |